# Torneo de Parma 2022
El Emilia-Romagna Open 2022 fue un evento de tenis profesional de la WTA Tour fue parte de los eventos de la categoría WTA 250 en la rama femenina, se jugó en polvo de ladrillo. Se trató de la 2ª edición del torneo y se llevó a cabo en Parma, Italia, a partir del 26 de septiembre al 1 de octubre. El evento masculino bajo de categoría paso de un ATP 250 a un Challenger 125.

## Distribución de puntos
| Modalidad           | Campeona | Finalista | Semifinales | Cuartos de final | 2ª ronda | 1ª ronda | Clasificadas | 2ª ronda de clasificación | 1ª ronda de clasificación |
| Individual femenino | 280      | 180       | 110         | 60               | 30       | 1        | 18           | 12                        | 1                         |
| Dobles femenino     | 280      | 180       | 110         | 60               | 1        | -        | -            | -                         | -                         |

## Cabezas de serie

### Individuales femenino
| Tenista            | Ranking | Preclasificada |
| Maria Sakkari      | 6       | 1              |
| Martina Trevisan   | 27      | 2              |
| Irina-Camelia Begu | 33      | 3              |
| Sloane Stephens    | 50      | 4              |
| Anna Bondár        | 52      | 5              |
| Ana Bogdan         | 54      | 6              |
| Nuria Párrizas     | 61      | 7              |
| Lucia Bronzetti    | 63      | 8              |

- Ranking del 19 de septiembre de 2022.[3]

### Dobles femenino
| Tenista                          | Ranking | Preclasificada |
| Anna Bondár Kimberley Zimmermann | 106     | 1              |
| Kaitlyn Christian Xinyun Han     | 133     | 2              |
| Anna Danilina Jesika Malečková   | 173     | 3              |
| Tímea Babos Angela Kulikov       | 188     | 4              |

## Campeonas

### Individual femenino
Mayar Sherif venció a  María Sákkari por 7-5, 6-3

### Dobles femenino
Anastasia Dețiuc /  Miriam Kolodziejová vencieron a  Arantxa Rus /  Tamara Zidanšek por 1-6, 6-3, [10-8]